# Худий Врх
Худий Врх (словен. Hudi Vrh) — поселення в общині Блоке, Регіон Нотрансько-крашка, Словенія. Висота над рівнем моря: 738,7 м.